# Jennifer Lien
Jennifer Anne Lien (født 24. august 1974) er en amerikansk skuespillerinde, bedst kendt for sine roller som Kes i Star Trek: Voyager og Davina Vinyard i American History X. Efter at hun blev mor til en søn den 5. september 2002, valgte hun at trække sig tilbage fra skuespillet, men kommer dog stadig fra tid til anden på diverse sci-fi conventions rundt om i verden. Lien er i dag uddannet diætist og arbejder som sådan.

## Kontroverser
Lien er i årene 2012-2016 blevet anholdt flere gange, for husspektakler, spirituskørsel, modsætte sig anholdelse, blufærdighedskrænkelse, og flere andre lovovertrædelser.